# Узынкольский сельский округ (Северо-Казахстанская область)
Узынкольский сельский округ (каз. Ұзынкөл ауылдық округі) — административная единица в составе района Магжана Жумабаева Северо-Казахстанской области Казахстана. Административный центр — село Узынколь. Аким сельского округа — Касенов Жаслан Серикович.
Население — 960 человек (2009, 1257 в 1999, 1719 в 1989).

## Образование
В сельском округе имеется средняя школа в селе Узынколь, действует мини-центр с полным днем пребывания для детей дошкольного возраста, группа предшкольной подготовки. Обеспечен подвоз детей в школу из сел Шандак и Косколь.

## Здравоохранение
В округе работают два медицинских пункта, где оказывается первичная медико-санитарная помощь. Врачи Возвышенской врачебной амбулатории регулярно проводят консультации и профилактический осмотр населения.

## Экономика
Основу экономики сельского округа составляет аграрный сектор. Площадь земельных угодий — 25302 га, пашни — 22521 га, 1768 га пастбищ.
В округе функционируют 6 товариществ с ограниченной ответственностью.
Стабильно работает телефонная связь и почтовый пункт АО «Казпочта». Функционируют 5 магазинов. Централизованное водообеспечение населенных пунктов в округе представлено РГП «Есиль-Су».

## Состав
В состав округа входят такие населенные пункты:
| Населенный пункт | Население, человек (1989) | Население, человек (1999) | Население, человек (2009) |
| ---------------- | ------------------------- | ------------------------- | ------------------------- |
| Косколь, село    | 269                       | 210                       | 166                       |
| Узынколь, село   | 1063                      | 774                       | 625                       |
| Шандак, село     | 387                       | 273                       | 169                       |